# Doon (Iowa)
Doon es una ciudad situada en el condado de Lyon, en el estado de Iowa, Estados Unidos. Según el censo de 2010 tenía una población de 577 habitantes.

## Geografía
Según la Oficina del Censo de los Estados Unidos, la localidad tiene un área total de 1,49 km², la totalidad de los cuales 1,49 km² corresponden a tierra firme.

## Demografía
Según el censo de 2010, había 577 personas residiendo en la localidad. La densidad de población era de 387,25 hab./km². Había 224 viviendas con una densidad media de 150,34 viviendas/km². El 98,61% de los habitantes eran blancos, el 1,21% de otras razas, y el 0,17% pertenecía a dos o más razas. El 2,43% de la población eran hispanos o latinos de cualquier raza.